# Kinderbekleidung
Kinderbekleidung bezeichnet Kleidung für Jungen und Mädchen im Alter von etwa 3 Jahren bis höchstens 16 Jahren. Sie unterliegt ähnlichen Modetrends wie die Bekleidung für Erwachsene, ist aber meist bunter und verspielter in der Ausführung. Für Säuglinge und Babys bis ca. anderthalb Jahren gibt es Babybekleidung. Kleinkinder tragen besondere Kleinkindermoden, die wie die Kleidung für Kindergartenkinder meist bereits zur Kinderbekleidung gerechnet werden. Bei Kleidung für Heranwachsende ab ca. 15 Jahren bis zum Erwachsenenalter spricht man von Jugendmode. Kinderbekleidung für Jungen wurde früher auch Knabenbekleidung genannt.

## Beispiele
Typische Kleidungsstücke für Kinder sind:
- Strampelanzug (Babybekleidung)
- Latzhose
- gestrickte Strumpfhosen
- Matrosenanzug (historisch)
- Kindersocken mit bunten Figurenmotiven

## Geschichte

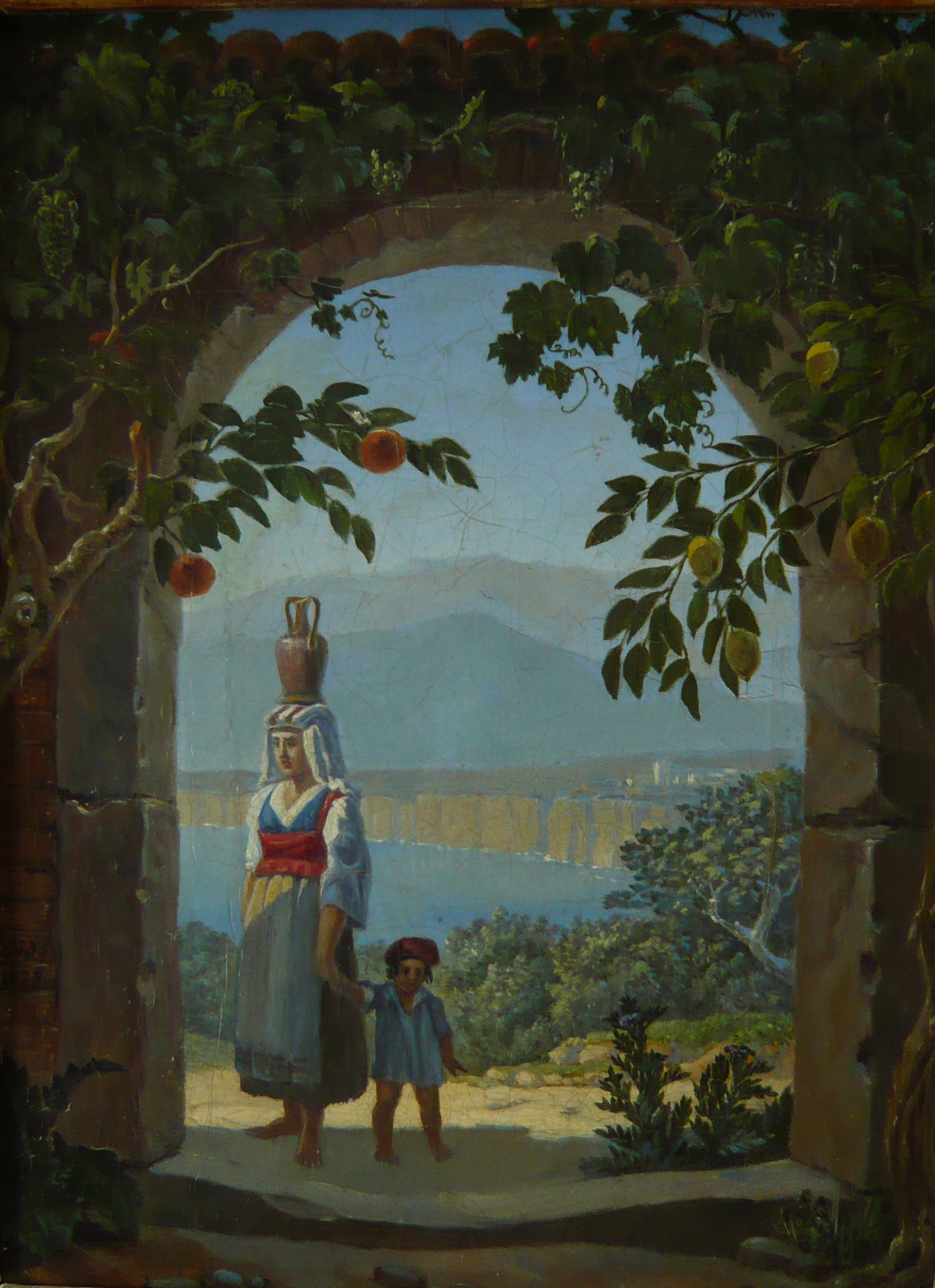
Historische Darstellung einer italienischen Frau in typischer Tracht, der Junge an ihrer Hand trägt nur ein schlichtes Hemdchen. Carl Gustav Carus: „Erinnerung an Sorrent“, 1828

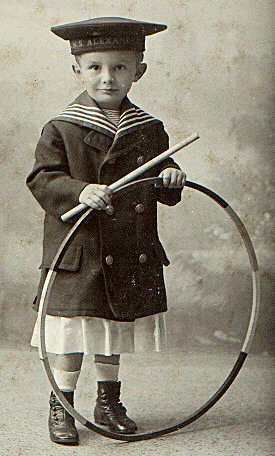
Knabe um 1902 im Matrosenmantel mit weißem Kleid darunter

Über frühe Formen von Kinderkleidung ist wenig bekannt. Vom 16. bis zum 19. Jahrhundert trugen adelige und gutbürgerliche Knaben bis zu ihrem 5. oder 6. Lebensjahr ein bodenlanges Kleid, ähnlich dem der Mädchen, mit einem Korsett darunter und einer Schürze darüber. Erst danach durften sie die „männlichen“ Hosen tragen. Die Mädchen wurden nach der Mode der erwachsenen Frauen gekleidet. Seit dem 16. Jahrhundert wurde ihnen schon früh ein Korsett angelegt, damit der Körper geformt wurde; das galt natürlich nicht für die Unterschichten. Unter dem Einfluss der „Spanischen Mode“ wurden jungen Mädchen Bleiplatten auf den Oberkörper gelegt, um die Entwicklung der Brüste zu verhindern, da ein Busen als unschicklich galt.
Kleinkinder, die gehen lernten, trugen bis ins 19. Jahrhundert ein so genanntes Fallhütchen auf dem Kopf, einen wulstartig ausgestopften Ring. Außerdem wurden an ihre Kleider Gängelbänder genäht, also gewissermaßen eine Leine. Etwas kindgerechtere Kleidung für größere Kinder kam erst im 18. Jahrhundert mit der Aufklärung auf. In England gab es seit etwa 1780 einen einteiligen Knabenanzug. Die Mädchen trugen um 1760 Kleider ohne Korsett oder Mieder, ganz kleine, einfache Hängerkleidchen. Kaiser Joseph II. verbot 1783 in Wien das Mieder für alle Mädchen-Erziehungsanstalten. In den Schulen wurden Schuluniformen eingeführt. Knaben der Oberschicht trugen eine Kadettenuniform.
Im Biedermeier trugen Jungen ein Kleid mit langer Hose darunter oder einen Matrosenanzug. Das Kleid für Mädchen war weiter geschnitten als das für Frauen und kürzer. Darunter wurden bis zum 11. Lebensjahr lange, mit Spitze oder Rüschen verzierte „Beinkleider“ getragen. Außerdem trugen Mädchen oft eine Schürze. Nach 1850 wurden sie dann doch wieder ins Korsett gezwängt. Um 1900 trugen Knaben bequeme Kniebundhosen und Rock. Die Hose war bis in die 1950er Jahre üblich. Für Mädchen kamen Glocken- und Faltenröcke sowie Hängerkleidchen in Mode. Nach dem Ersten Weltkrieg rutschte der Rocksaum bis über das Knie. Von nun an war das Korsett passé. In der NS-Zeit wurden die deutschen Kinder uniformiert (Hitlerjugend). Seit den 1960er Jahren folgt die Kindermode weitgehend der Freizeitmode der Erwachsenen.

## Sichere Kleidung für Kinder
Anders als bei Kleidung für Erwachsene werden an Kinderkleidung spezielle Anforderungen hinsichtlich der Sicherheit gestellt. Nicht alles, was für Kinder hergestellt wird, kann unbedenklich empfohlen werden.

### Kordeln und Bänder
Immer wieder gibt es Unfälle, bei denen die Kleidung eine Rolle spielt, teilweise mit tödlichem Ausgang. So können Kordeln und Bänder an Anoraks, Kapuzen und Sweat-Shirts ein Risiko darstellen. Sie verfangen sich in Spalten von Spielplatzgeräten, Rolltreppen, Schulbustüren, Automatiktüren von z. B. U-Bahnen, Fahrradspeichen und Zäunen.
Während in den USA und Großbritannien Kleidungsstücke mit Kordeln und Bändern verboten sind (ebenso in vielen skandinavischen Ländern), ist dieses in Deutschland, Österreich und der Schweiz nicht der Fall. Für Spielplatzgeräte wurde mittlerweile eine Lösung in der Spielgerätenorm DIN EN 1176 (gültig seit 1. Januar 1999) gefunden, um das Risiko der Strangulierung zu mindern. Die Gefahren sind jedoch im gesamten Alltagsgeschehen verborgen und hier nicht regelbar, außer durch einen Verzicht der Kordeln an der Kleidung.
Die deutsche Textilindustrie hat im Rahmen einer Selbstverpflichtungserklärung einen freiwilligen Verzicht auf Kordeln bereits ausgesprochen. Doch einige Hersteller halten sich nicht an die freiwillige Übereinkunft. Hier können Eltern Selbsthilfe leisten. Das Kürzen der Bänder und der Verzicht auf die manchmal klobigen Feststeller bieten einen ersten Ansatz. Auch das Trennen der Kordel in der Mitte und Zusammennähen mit wenigen Stichen, so dass sie unter Belastung reißen kann, schafft Abhilfe. Am besten ist der Einzug eines Gummis oder ein Klettverschluss.

### Kinderkleidung aus leicht entflammbaren Kunststofffasern
Ein weiteres Risiko bilden Kunstfasern. Nahezu allen Kunstfaserprodukten gemein ist die leichte Entflammbarkeit. Auch hier sind Unfälle, die z. B. mit einem harmlos wirkenden Vergrößerungsglas, das auf die eigene Kleidung gerichtet wird, teilweise tragisch verlaufen. Besonders bei Fleece-Artikeln oder Produkten mit Kunstfaser-Wattefüllungen (speziell bei Skikleidung) ist das der Fall. Die kleinen Luftpolster in den Faserzwischenräumen sorgen für eine optimale Verbrennung. Dabei bleiben die schmelzenden Kunststoffe zäh an der Haut kleben und lassen sich nicht abwischen. Sie brennen auf der Haut weiter und verursachen tief gehende Brandverletzungen.
Kleidung unterliegt keiner besonderen Verordnung in Bezug auf Entflammbarkeit. Sie fällt unter die „Lebensmittel- und Bedarfsgegenstände-Verordnung“. Am besten ist es, Kindern möglichst keine leicht entflammbaren Kleidungsstücke anzuziehen. Mit Textilien aus Naturfasern wie Baumwolle oder Schurwolle braucht man sich um dieses Thema weniger zu sorgen (obwohl diese selbstverständlich auch entflammbar sind).

### Verkehrssicherheit

Zwei Radfahrer im Dunkeln: Einer mit reflektierender Kleidung, der andere nicht

Damit Kinder im Straßenverkehr besser gesehen werden, sind die Hersteller von Kinderkleidung seit einigen Jahren dazu übergegangen, Sicherheitsstreifen an der Oberbekleidung anzubringen, die, bei Dunkelheit angestrahlt, das Licht reflektieren. Auch auf Schulranzen befinden sich solche Strahler. Reflektierende Streifen oder Punkte gibt es auch zum Aufbügeln.